# Manuel Pizarro Cenjor
Manuel Pizarro Cenjor (1888 - 1954) fou governador civil i cap del Movimiento a la província de Terol, també ostentà el càrrec de cap de la V Regió de la Guàrdia Civil. És l'avi de Manuel Pizarro.
Va ser nomenat governador civil de Granada el 1941. Traslladat a Terol el 28 de juliol de 1947 per ordres de Franco per a sufocar els moviments del maquis a la província, tasca que ja havia relitzat a les províncies de Lleó i Granada, va emprendre una repressió policial ferotge contra els maquis i la població sospitosa de donar-los cobertura.